# Tetraechma sanguineomaculata
Tetraechma sanguineomaculata är en skalbaggsart som beskrevs av Blanchard 1846. Tetraechma sanguineomaculata ingår i släktet Tetraechma och familjen bladhorningar. Inga underarter finns listade i Catalogue of Life.